# كرري
كرري إحدى مناطق ولاية الخرطوم بالسودان.

## المساحة والسكان
تُقدر مساحتها بنحو 3900 كيلومتر مربع وعدد سكان بنحو 700 ألف نسمة.